# 프렌치 커넥션 (영화)
《프렌치 커넥션》(영어: The French Connection)은 1971년 개봉된 미국의 네오누아르 액션 스릴러 영화이다. 감독 윌리엄 프리드킨을 일약 유명하게 만든 히트작이며, 자동차의 전철 추격 장면 등이 백미로 꼽힌다. 1960년대 프랑스와 미국을 연결한 마약 공급망 프렌치 커넥션을 수사, 적발한 두 형사의 실화를 소재로 로빈 무어가 발표한 논픽션이 원작인 이 영화는 큰 호평을 얻으면서 1972년 제44회 아카데미상에서 작품상, 감독상, 남우 주연상(진 해크먼) 등을 수상했다.
1979년 속편 《프렌치 커넥션 2》가 개봉하였다.
2005년 미국 의회도서관에 의해 문화적으로, 역사적으로, 미적으로 중요함을 인정받아 미국 국립영화등기부에 선정, 보존되었다.

## 줄거리
한 마르세유 형사가 헤로인 밀수 조직을 운영하는 알랭 샤르니에를 쫓다가 샤르니에 밑에 있는 청부 살인 업자 피에르 니콜리에게 살해된다. 샤르니에는 배를 타고 뉴욕으로 향하는 방송인 친구 앙리 데브로의 차에 3,200만 달러 상당의 헤로인을 숨겨 미국으로 밀수할 계획을 세운다.
한편 브루클린에서는 산타클로스로 분장한 지미 “포파이” 도일 형사와 버디 “클라우디” 루소 형사가 마약 밀매로 악명 높은 한 바를 감시 중이다. 후에 포파이는 나이트클럽 코파카바나에서 클라우디와 술을 마시던 중 샐버토어 “샐” 보카와 그의 아내 앤지가 마약에 연루된 조직원들을 접대하는 모습을 목격한다. 두 형사는 보카 부부를 미행하여 이들 부부와 마약 암거래 매수자인 변호사 조엘 와인스톡 사이의 연관성을 밝혀낸다. 포파이는 곧 헤로인이 도착할 것이라는 사실을 알게 된다. 형사들은 보카 부부의 전화를 도청하도록 상관을 설득한다. 연방 요원 멀더리그와 클라인이 수사에 합류한다.
데브로의 차량이 뉴욕에 도착한다. 보카는 서둘러 구매를 진행하려 하지만 감시받고 있다는 걸 아는 와인스톡은 인내심을 갖자고 한다. 샤르니에는 자신 역시 감시당하고 있다는 사실을 깨닫는 한편 포파이가 형사임을 알아차리고, 그랜드 센트럴 역에서 출발하는 근거리 왕복 지하철을 타고 탈출한다. 샤르니에는 포파이를 피해 워싱턴 D.C.에서 보카와 만나고, 보카는 경찰을 따돌리려면 거래를 며칠 뒤로 늦춰야 한다고 말한다.
뉴욕으로 돌아가는 비행기 안에서 니콜리가 포파이를 죽이겠다고 제안하지만 샤르니에는 포파이가 다른 경찰관으로 대체될 뿐이라고 말한다. 하지만 니콜리는 후임자가 배정되기 전에 프랑스로 돌아가면 된다며 본인 주장을 고집한다. 곧 니콜리는 브루클린에서 포파이를 저격하지만 실패한다. 포파이는 지하철 고가 열차에 오른 니콜리를 쫓는다. 포파이는 열차 안의 경찰관에게 니콜리를 잡으라고 소리친 후 지나가는 차량 한 대를 징발하고, 추격전을 벌이다가 도중 여러 대의 차량과 충돌한다.
추격당하고 있음을 깨달은 니콜리는 끼어드는 경찰관을 쏘고, 총으로 위협해 열차를 강탈한 뒤 기관사에게 다음 역을 그냥 건너뛰라고 강요하고 안내원을 쏜다. 기관사는 심근 경색을 일으키고, 열차가 다른 열차와 충돌하기 직전에 비상 브레이크가 작동하면서 니콜리는 바닥에 내던져진다. 도착한 포파이는 니콜리가 플랫폼에서 내려오는 것을 본다. 니콜리는 포파이를 보고 도망치려 하지만 포파이가 사살한다.
긴 잠복 끝에 포파이는 드버로의 링컨을 압수한다. 경찰 정비소에서 정비사들은 차를 분해하며 마약을 찾아 보지만 아무 것도 건지지 못한다. 클라우디는 차의 무게가 표준 중량보다 120 파운드(약 50kg) 더 나가며 이는 밀수품이 차 안에 들어 있다는 의미임을 알아낸다. 마침내 이들은 로커 패널을 떼어내고 헤로인 꾸러미를 발견한다. 수색 중 원래 차가 파손되는 바람에 경찰은 비슷한 대체품을 데브로에게 돌려주고, 데브로는 이를 다시 샤르니에에게 전달한다.
샤르니에는 차를 몰고 보카의 형제 루가 일하는 워즈섬의 낡은 공장으로 가서 와인스톡을 만나 약을 전달한다. 샤르니에가 로커 패널 덮개를 떼어낸 후 와인스톡 밑의 화학자가 봉지 하나를 검사하며 품질을 확인한다. 샤르니에는 약을 옮기는 한편 고물차 경매에서 구입한 다른 차의 로커 패널 안에 돈을 숨긴다. 샤르니에는 이 차를 프랑스로 가져갈 계획이다. 샤르니에와 보카는 링컨을 타고 떠나지만 포파이가 이끄는 대규모 경찰 파견대가 바로 길을 막는다.
경찰은 링컨을 공장까지 쫓아가고, 그곳에서 벌어진 총격전 속에서 보카가 사망한다. 다른 범죄자들은 대부분 항복한다. 샤르니에는 포파이와 클라우디의 추격을 받으며 근처의 버려진 건물로 도망친다. 포파이는 멀리서 어슴푸레한 인영을 발견하자 총을 쏘고, 쓰러진 시체가 멀더리그임을 확인한 후에도 흔들리지 않고 클라우디에게 샤르니에를 잡겠다고 말한다. 그는 총을 다시 장전하고 다른 방으로 달려간다. 이후 총소리가 한 발 들린다.
인터타이틀은 다양한 등장인물의 운명을 다음과 같이 묘사한다. 와인스톡은 기소되었지만 “적절한 증거 부족”으로 기각되었다. 앤지 보카는 불특정한 경범죄 혐의로 집행 유예를 선고받았다. 루 보카는 감형을 받았다. 데브로는 음모 혐의로 연방 교도소에서 4년을 복역했다. 샤르니에는 결국 잡히지 않았다. 포파이와 클라우디는 마약 단속반에서 다른 부서로 이동 배치되었다.

## 출연진
- 진 해크먼 - 지미 “포파이” 도일 형사 역
- 페르난도 레이 - 알랭 “프로그[8] 원” 샤르니에 역
- 로이 샤이더 - 버디 “클라우디” 루소 형사 역
- 토니 로비앙코 - 샐버토어 “샐” 보카 역
- 마르셀 보주피 - 피에르 “프로그 투” 니콜리 역
- 에디 이건 - 월트 사이먼슨 경감 역

## 우리말 녹음
| KBS 첫 녹음 성우진 (1988년 7월 30일) - 유강진 - 지미 도일 (진 해크먼) - 김종성 - 버디 루소 (로이 샤이더) - 최흘 - 알랭 샤르니에 (페르난도 레이) - 이강룡 - 탁원제 - 김규식 - 한상덕 - 문영래 - 김부영 - 장광 - 유영환 - 강희선 | KBS 재녹음 성우진 (1995년 3월 11일) - 이완호 - 지미 도일 (진 해크먼) - 송두석 - 버디 루소 (로이 샤이더) - 김현직 - 알랭 샤르니에 (페르난도 레이) - 이윤선 - 피에르 니콜리 (마르셀 보주피) |  |

## 같이 보기
- 범죄 영화